# Antonio Zinny
Antonio Abraham Zinny (Gibraltar, octubre de 1821 - Buenos Aires, setembre de 1890), va ser un advocat, periodista i historiador argentí d'origen gibraltareny, especialment destacat com a historiador del periodisme de la primera meitat del segle xix i per la Història dels Governadors de les Províncies Argentines, primer intent seriós d'historiar per separat la història de les províncies de l'Argentina.

## Biografia
Va estudiar dret a Espanya i es va traslladar el 1842 a Buenos Aires, on va completar els seus estudis i es va doctorar en jurisprudència a la Universitat de Buenos Aires. Durant algun temps va ser docent en aquesta Universitat.
Es va traslladar a la ciutat de Corrientes, on va fundar el Col·legi Argentí. També va treballar de corresponsal dels diaris La Tribuna, El Nacional i La Nación. Curiosament, eren diaris políticament enfrontats.
De retorn a Buenos Aires va organitzar l'arxiu de relacions exteriors i més tard faria el mateix amb l'arxiu municipal de Buenos Aires. Això el va posar en contacte amb la història. Durant el període del governador Adolfo Alsina va ser inspector general d'escoles de la província de Buenos Aires, és a dir, complia les tasques d'un ministre d'educació. Amb Luis José de la Peña, Dardo Rocha i Eduardo Wilde va fundar a Buenos Aires el Col·legi de Maig.
Va morir a Buenos Aires al setembre de 1890.

## Obra històrica
Es va destacar per haver escrit diversos llibres d'història, dels quals el més conegut és Història dels Governadors de les Províncies Argentines. En aquest utilitzava un especial manera d'abordar simultàniament la història de totes les províncies, des de la conquesta fins al voltant de 1880, per separat i en una sola obra. Per a gairebé totes les províncies argentines, era el primer llibre d'història provincial.
El seu punt de vista era liberal, i per tant, ultra-porteny i fanàticament unitari. Per defensar aquesta posició en una època signada per la Constitució Argentina de 1853, d'inspiració federal, titllava a tots els líders federals de «pseudo-federals», sense discernir entre els diferents vessants del federalisme rioplatenc.
Una altra de les seves obres clau va ser Efemeridología argirometropolitana fins a la caiguda del govern de Rosas, en el qual va reunir tota la informació possible sobre tots els diaris apareguts en totes les províncies des de l'època dels virreis fins a la caiguda de Juan Manuel de Rosas. No era una tasca menor, ja que alguns períodes van editar gairebé un centenar de diaris i obres soltes per any, especialment en l'època de Bernardino Rivadavia i en el govern de Juan Ramón Balcarce. En una altra obra posterior va desenvolupar el mateix procediment per al periodisme de la Banda Oriental i l'Uruguai.
Va escriure alguns estudis biogràfics solts o en toms individuals, reunits actualment en un sol tom amb el nom d'Estudis biogràfics. Dues obres seves van ser la Història de les Províncies Unides del Riu de la Plata de 1816 a 1818 i La Gaseta Mercantil de Buenos Aires. 1823-1852.